# Ninfeo di Alessandro
Il Ninfeo di Alessandro Severo (Nymphaeum divi Alexandri nelle fonti letterarie), monumento meglio conosciuto come "Trofei di Mario", è una fontana di Roma antica, i cui resti si conservano nell'angolo settentrionale di piazza Vittorio Emanuele II nel Rione Esquilino.

## Storia e descrizione
Il monumento si trovava in origine alla confluenza della via Tiburtina o della via Collatina con la via Labicana. Tale posizione ne condizionò la planimetria, di forma trapezoidale.
L'edificio è una fontana monumentale (ninfeo) con funzione di mostra terminale (munus) e di castello di distribuzione dell'acqua (castellum aquae). È realizzato nel tratto finale d'una diramazione d'acquedotto che proveniva dalla Porta Tiburtina (Porta San Lorenzo) per dirigersi verso l'Esquilino. Le arcate di questa diramazione, alcune delle quali tuttora visibili tra piazza Pepe e via Turati, si possono identificare solo con l'acquedotto Claudio o con l'Anio Novus per ragioni altimetriche.
Dalla fontana provengono le due sculture di trofei che a partire dal Medioevo hanno dato alla struttura il nome tradizionale di "Trofei di Mario", dal 1590 collocate sulla balaustra in cima alla Cordonata che sale al Campidoglio. Le sculture, erroneamente attribuite a Gaio Mario per le vittorie sui Cimbri ed i Teutoni, sono invece databili all'epoca domizianea e furono erette dopo le vittoriose campagne contro Catti e Daci nell'89.

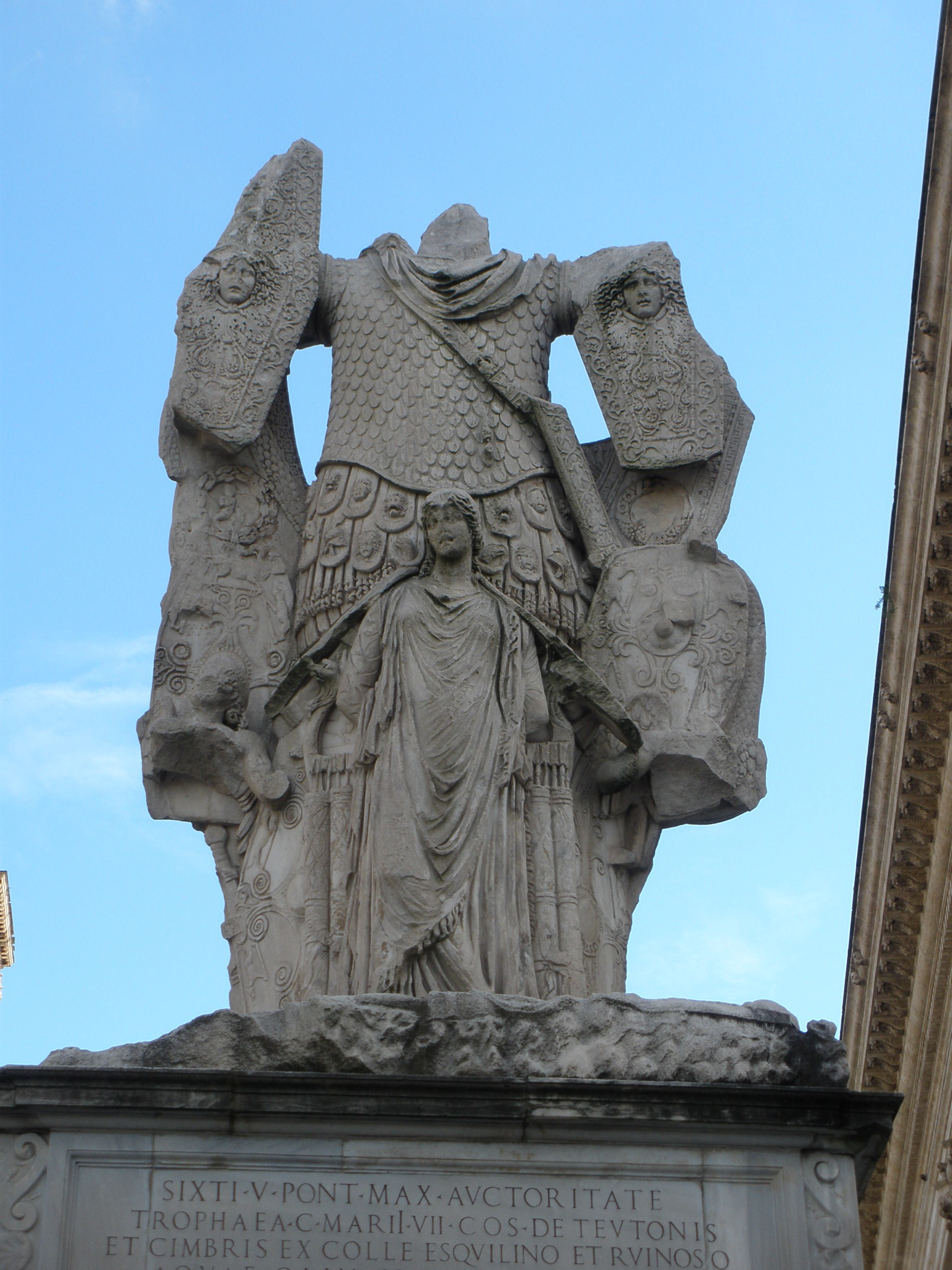
Uno dei due trofei marmorei dell'età di Domiziano sistemati nel 1590 da papa Sisto V sulla cordonata del Campidoglio

La monumentale struttura (volume 4000 m³ circa; larghezza alla base 25 m) occupa la parte più alta dell'Esquilino ed è tutta in opera laterizia originariamente rivestita in marmo, come indicano i numerosi fori per grappe distribuiti sull'intero alzato. Si articola su tre livelli, con diversi ambienti e canalizzazioni ancora visibili. L'acqua veniva immessa al terzo piano sul lato posteriore destro della struttura a considerevole altezza da terra (9,85 m); dopo aver aggirato un massiccio centrale semicircolare, si divideva in due parti ed era quindi convogliata da cinque canali rivestiti di cocciopesto in una vasca oggi non più esistente posta sul lato anteriore della fontana. Da qui, attraverso tubi sistemati all'interno delle pareti, l'acqua si raccoglieva in una seconda vasca rivestita di cocciopesto e articolata in nicchie alternativamente rettangolari e arcuate. Una terza vasca di attingimento, parzialmente conservata, raccoglieva nuovamente l'acqua al piano inferiore per l'approvvigionamento delle zone altimetricamente più basse della città.

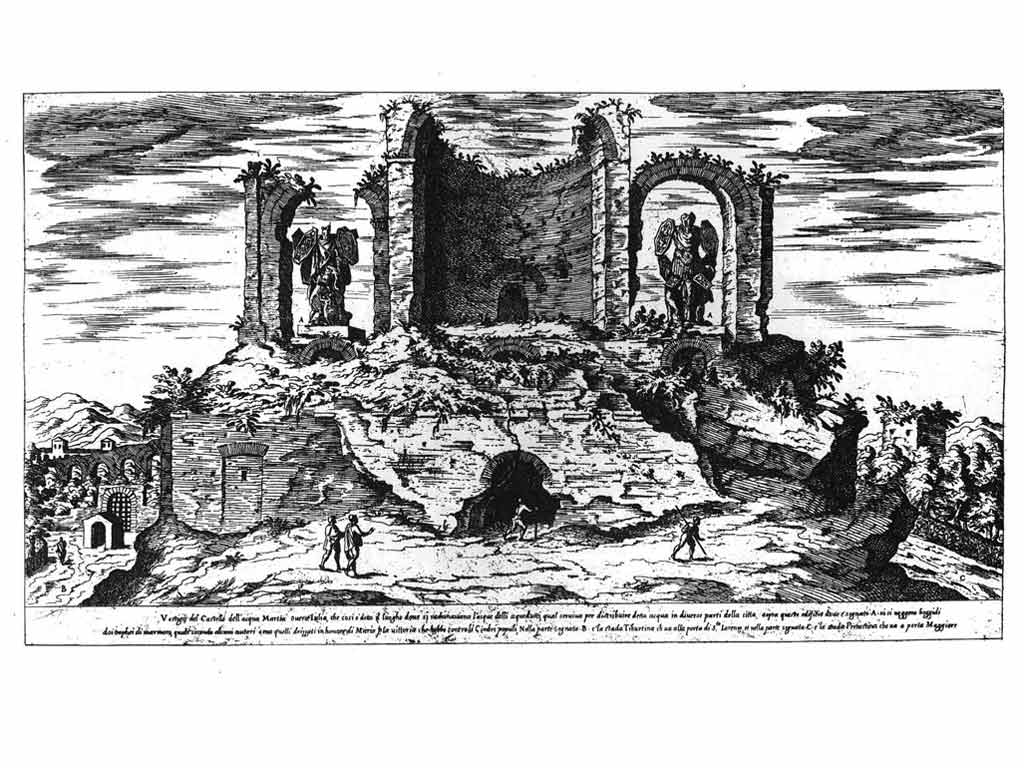
Vestigia del castello dell'acqua Marcia, incisione di Étienne Dupérac (XVI secolo)

Unico sopravvissuto delle quindici fontane-mostra dell'antica Roma, il Ninfeo di Alessandro, per la mole e gli effetti scenografici di grandiosa spazialità, si può considerare l'antesignano e il modello ispiratore delle grandi mostre d'acqua del tardo Rinascimento e del Barocco (es. Fontana di Trevi, Fontana dell'Acqua Paola al Gianicolo). Per questo attrasse l'attenzione di molti studiosi già nel Cinquecento (Étienne Dupérac, Giovanni Sallustio Peruzzi, Pirro Ligorio) che ne fornirono talvolta fantasiose ricostruzioni, mentre nel 1761 il Piranesi gli dedicò una monografia con numerose incisioni che illustrarono fedelmente lo stato di conservazione del rudere.
Altri studi ricostruttivi si debbono a Antoine-Martin Garnaud, che nel 1821 realizzò una suggestiva serie di acquarelli documentanti le attività di scavo condotte dall'Accademia di Francia.
Agli scavi tardo ottocenteschi per la sistemazione dell'angolo settentrionale di piazza Vittorio Emanuele II fece seguito un importante restauro dell'edificio, le cui fondazioni erano rimaste esposte, condotto da Rodolfo Lanciani fra il 1878 ed il 1885. Nella prima redazione progettuale il monumento doveva trovarsi al centro della nuova piazza intitolata al fondatore della Patria, in modo da sottolineare la sua funzione di crocicchio monumentale posto al bivio fra due importanti assi viari. Prevalsero, invece, gli interessi delle compagnie fondiarie private ed il rudere, pur salvatosi dalle demolizioni cui andarono incontro molti altri monumenti della zona (primo fra tutti il monumento funerario noto come "Casa Tonda"), fu ridotto a mero ornamento periferico e relegato in un angolo della piazza, in modo da non sacrificare lo sviluppo delle aree edificabili in questo settore del Nuovo Quartiere Esquilino. In occasione del restauro di Lanciani, ad ogni modo, furono espropriate e demolite le abitazioni private sorte a partire dal XVII secolo in addosso alla struttura.

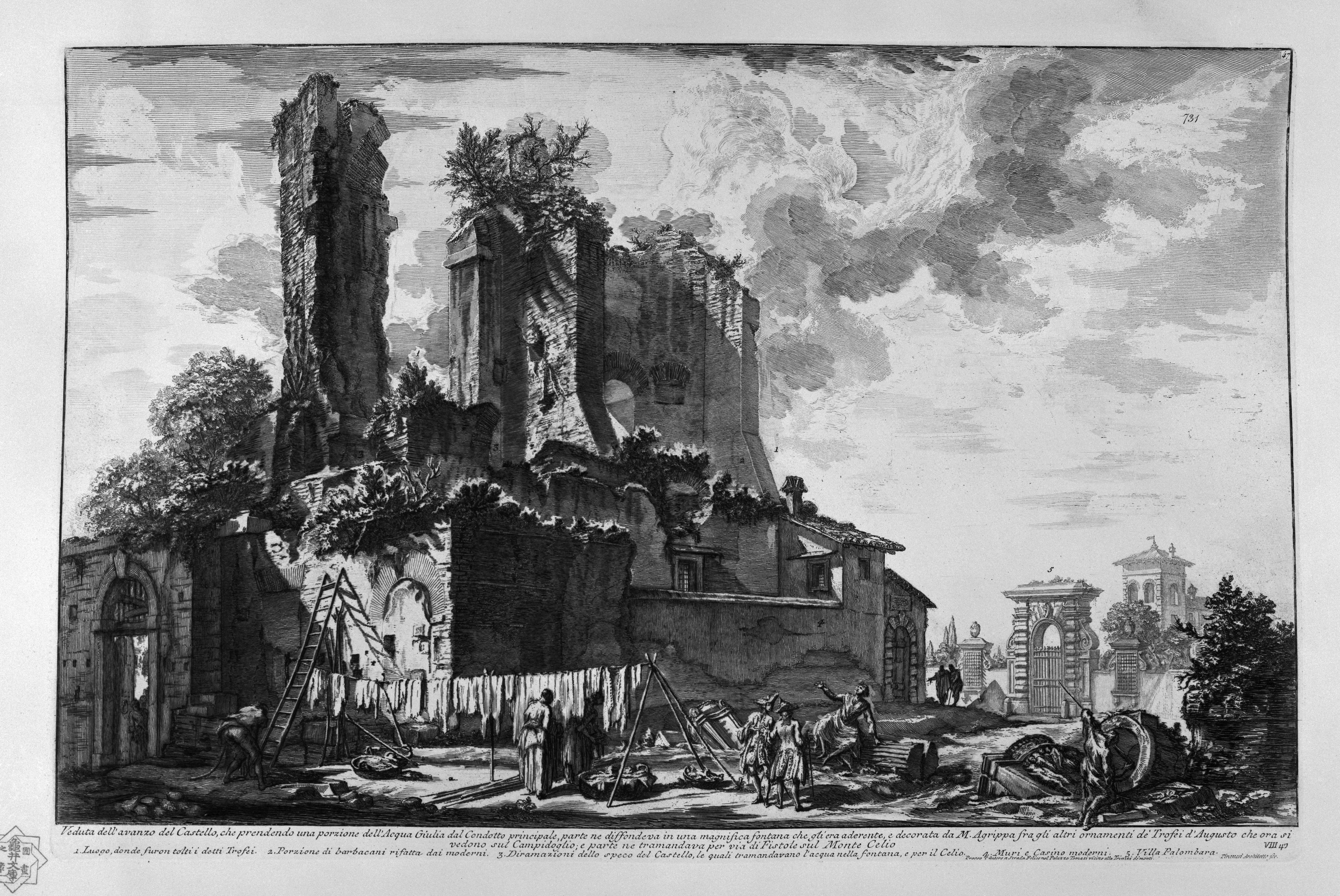
Incisione di Giovan Battista Piranesi (1772)

Tra il 1982 ed il 1988 sono stati effettuati nuovi restauri del monumento ed una serie di saggi di scavo. In questa occasione si sono ritrovati resti in opera reticolata di età augustea attribuibili forse ad una precedente fontana, sulla quale s'impiantò la struttura in laterizio attualmente visibile che è databile al primo ventennio del III secolo, essendo raffigurata sul retro di monete emesse nel 226 dall'imperatore Alessandro Severo.
Proprio le raffigurazioni monetali ci consentono di integrare l'aspetto originario del monumento, che si presentava decorato con diverse statue. Al piano superiore si trovava una nicchia centrale con due statue (forse di Alessandro Severo e di sua madre Giulia Mamea), mentre due archi laterali ospitavano i due trofei militari; il tutto era coronato da un attico sormontato da una quadriga centrale e da due statue laterali, secondo un modello ben attestato negli archi trionfali romani.
Inoltre, ai piedi della nicchia posta al piano inferiore si trovava una grande statua del dio Oceano.

## Collegamenti
|  | È raggiungibile dalla stazione Roma Laziali. |